# Stará Bebrava
Stará Bebrava je přírodní památka v katastrálním území obce Čierna Lehota v okrese Bánovce nad Bebravou v Trenčínském kraji na Slovensku. Území bylo vyhlášeno v roce 1987 a jeho rozloha je 5,91 hektaru. Předmětem ochrany je lokalita s výskytem druhohorních fosilií živočichů.